# Catedral da Santa Assunção (Makhachkala)
A Catedral da Santa Assunção (até 1945 - o templo do Ícone Mozdok da Mãe de Deus  ) é a principal igreja ortodoxa de Makhachkala dos anos 50 do século XX, quando a Catedral de São Alexandre Nevsky (1891-1952) foi demolida em 1952 Praça Lenin, no local do atual prédio do governo do Daguestão.
É a principal igreja da diocese de Makhachkala da Igreja Ortodoxa Russa. A paróquia pertence ao decano de Makhachkala da diocese de Makhachkala . Localizado na cidade de Makhachkala na rua. Mirzabekova D. 148.

## História
O primeiro templo no local foi construído em 1890. Era de madeira e construído com apoio dos moradores do assentamento Petrovsk-Kavkazsky (agora Makhachkala).
Em 1905, começou a construção de um templo de pedra, cuja construção o Imperador Nicolau II alocou 1.000 rublos. A construção foi concluída um ano depois, em 25 de fevereiro de 1906. A igreja foi consagrada em homenagem à lista de Mozdok do ícone de Iveron da Mãe de Deus - a padroeira do Cáucaso.
O primeiro reitor do templo foi Afanasy Alibekov, o qual participou ativamente da construção do templo: coletando dinheiro dos paroquianos para a construção, acompanhando o trabalho dos pedreiros armênios que erigiam as paredes da igreja  .
Após a revolução, a igreja foi fechada e transformada num armazém e uma loja em momentos diferentes. Os serviços divinos foram retomados apenas em 1943. No mesmo ano, foi consagrada em homenagem à festa da Assunção da Bem-Aventurada Virgem Maria.
Em 1969, com a bênção do patriarca Alexy I, a iconostase da Igreja do Santo Arcanjo Gabriel (Torre Menshikov), localizada em Moscou, em Arkhangelsk Lane, foi transferida para a igreja.
Em 1988, o edifício do templo foi tomado sob proteção estatal como um monumento de importância local.

## Período moderno
Em conexão com a saída da população de língua russa do Daguestão, há uma diminuição significativa no número de paroquianos. Em 2 de junho de 2000, o templo recebe o status de catedral. Em 2004, para expandir a área da catedral, uma capela foi consagrada a ela, consagrada em homenagem a São Alexandre I .
Em 2005, por decisão do chefe da administração Makhachkala, Said Amirov, a restauração do templo foi iniciada. O arco e as paredes da catedral foram repintados, a iconostase foi restaurada. Toda a pintura interior do templo foi realizada por artistas locais, sob a orientação do Artista Homenageado da Rússia Abdulzagir Musaev .
Em 2012, em conexão com a formação de uma diocese independente de Makhachkala, a catedral tornou-se o departamento de seu bispo Varlaam (Ponomaryov) .
Por mais de 30 anos, até fevereiro de 2013, o mitor Archpriest Nikolai Stenechkin foi o reitor da Catedral da Santa Assunção  . Ele é o autor da forma da iconostase do templo restaurado  . Em janeiro de 2013, o arcebispo Zosima (Ostapenko) entregou ao arcebispo Nikolai Stenechkin um certificado de bispo “Por contribuição ao fortalecimento da ortodoxia na República do Daguestão e ao serviço pastoral de longo prazo”  .

## Relíquias
Em 13 de janeiro de 2014, cópias dos Presentes dos Reis Magos do Mosteiro de São Paulo no Monte Athos foram transferidas para o templo  .